# Dschuybār

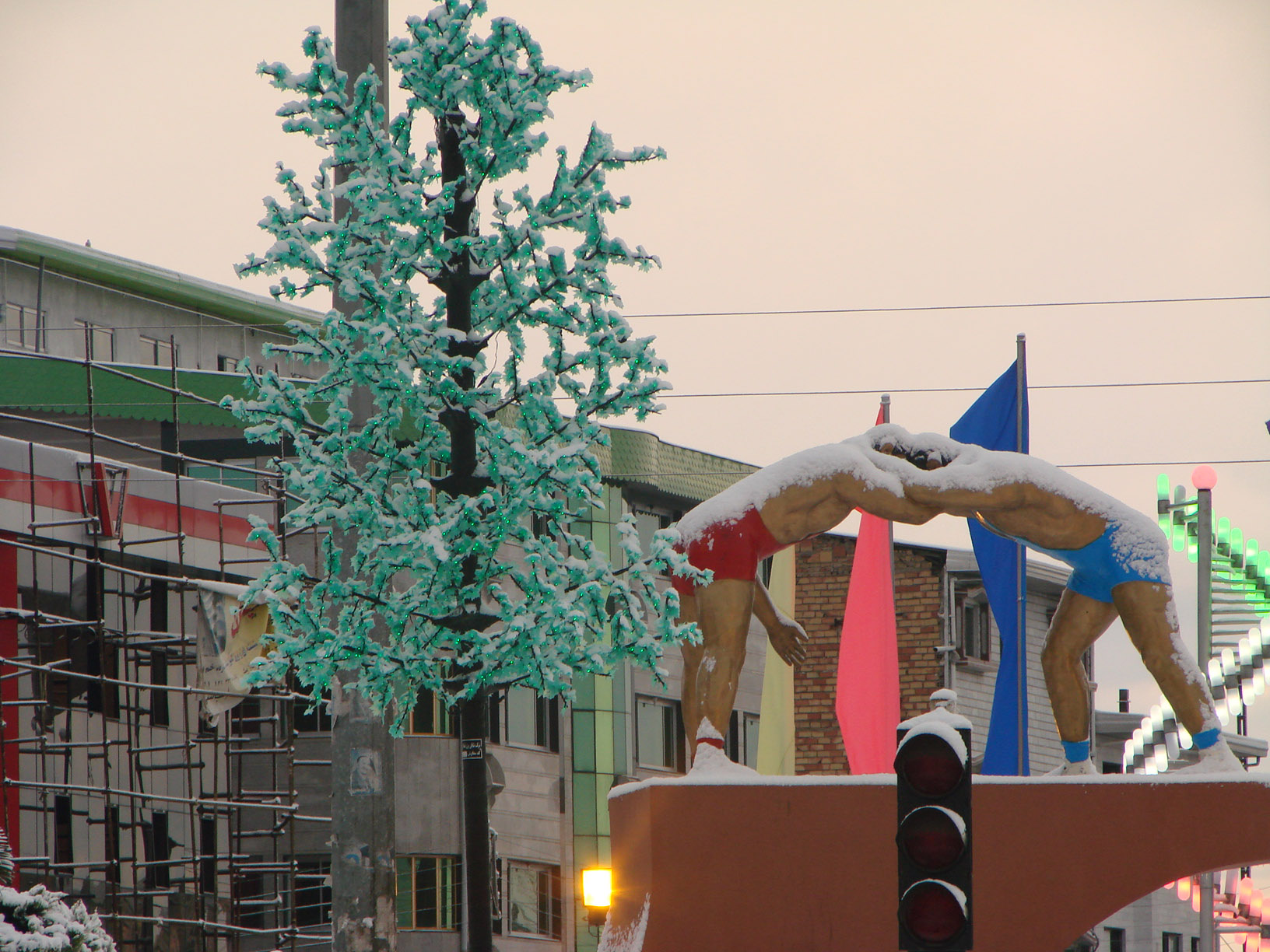
Dschuybar

Dschuybar (auch Juybār, persisch جویبار Dschuybār) ist eine Stadt in der Provinz Mazandaran im Nord-Iran, am Kaspischen Meer und am Elburs-Gebirge mit 27.117 Einwohnern (Stand 2006).
Der gleichnamige Schahrestan umfasst 73.739 Einwohner.